# Vloeistofmechanica

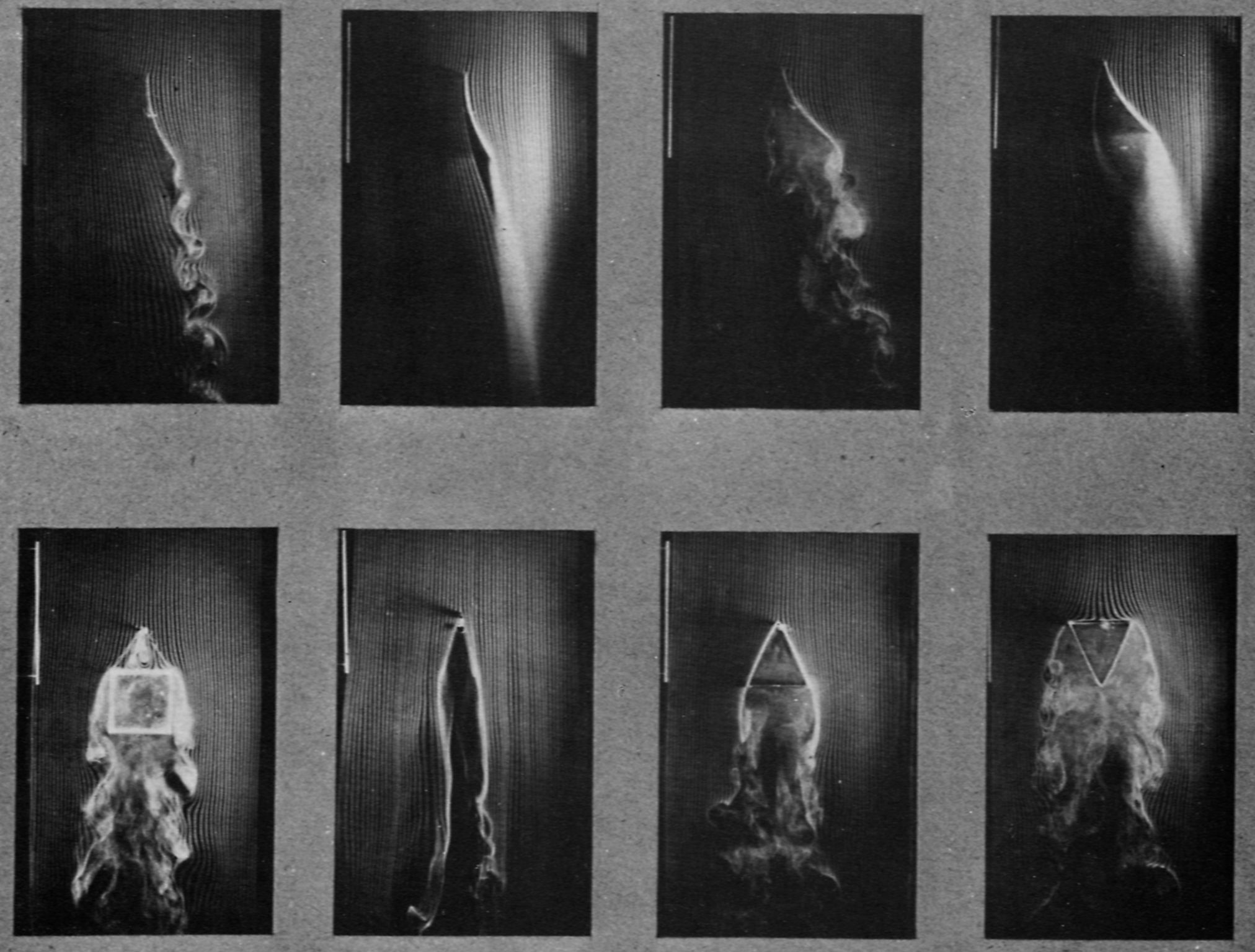
De stroming rond meetkundige vormen

Vloeistofmechanica is het wiskundig beschrijven van het gedrag van fluïda (vloeistoffen en gassen). Zij valt onder de continuümmechanica en kan worden verdeeld in:
- statische vloeistofmechanica (voor water: hydrostatica), het bestuderen van stilstaande fluïda, en
- vloeistofdynamica of stromingsleer (voor water: hydrodynamica; voor lucht: aerodynamica), het beschrijven van bewegende fluïda.

Vloeistofmechanica wordt gebruikt in uiteenlopende takken van wetenschap als meteorologie, fysische geografie of vulkanologie. Voor de scheepsbouw zijn de weerstand en voortstuwing, het manoeuvreren en de beweging in golven van schepen van belang.

## Aannames in de vloeistofmechanica
Zoals bij alle wiskundige modellering worden in de vloeistofmechanica een aantal aannames gedaan. Deze aannames worden in vergelijkingen uitgedrukt die moeten kloppen om de aannames waar te maken. Deze aannames in de vloeistofmechanica gelden de volgende eigenschappen van vloeistoffen:
- Aanname van behoud van massa
- Aanname van behoud van impuls
- Aanname van behoud van energie. Energie kan wel van de ene vorm in de andere omgezet worden (vb. energieverlies door wrijving is energieomzetting in warmte en geluid). Onder bepaalde voorwaarden geldt de Bernoulli-vergelijking.
- Soms wordt ook aangenomen dat de dichtheid van de vloeistof niet verandert, oftewel de vloeistof kan niet samengedrukt worden. Deze aanname kan niet voor gassen gemaakt worden.
- Soms wordt aangenomen dat de viscositeit van een gas nul is. Bij vloeistoffen heeft de viscositeit altijd een bepaalde waarde, de stroom wordt omsloten door een rand, bijvoorbeeld in een geul of pijp. Aan de rand van een stromende vloeistof geldt dan dat de stroomsnelheid nul is.
- Een belangrijke aanname is dat de vloeistof of het gas zich gedraagt als een continuüm. Dat wil zeggen dat, hoewel de stof bestaat uit losse moleculen die langs elkaar en door elkaar kunnen bewegen, wordt aangenomen dat het geheel zich continu gedraagt. Dat betekent dat eigenschappen als dichtheid, druk, temperatuur, stroomsnelheid en viscositeit alleen continu kunnen variëren binnen de stof, ondanks dat de stof in werkelijkheid uit discrete moleculen bestaat. Deze aanname is een benadering, wat kan leiden tot van de werkelijkheid afwijkende voorspellingen in het model.

Als de aanname dat de stof zich als een continuüm gedraagt, leidt tot de gewenste nauwkeurigheid van voorspellingen van het model, kan continuümmechanica worden gebruikt. Dan zijn de methodes uit de vloeistofmechanica toepasbaar. Om uit te maken of de aanname van een continuüm redelijk is, wordt het getal van Knudsen gebruikt. Dit getal is wiskundig gedefinieerd als de ratio tussen de vrije weglengte van de moleculen en een bepaalde karakteristieke lengte van de bestudeerde stroming, bijvoorbeeld de dikte van een vliegtuigvleugel of de diameter van een bloedvat, of een houtvat in een boom. Als het getal van Knudsen veel groter is dan 1, dan is de aanname van een continuüm geschikt. Als het getal van Knudsen rond de 1 ligt, is continuümmechanica niet toepasbaar, maar kan wellicht statistische mechanica worden gebruikt.

## Navier-Stokesvergelijkingen
De Navier-Stokesvergelijkingen zijn vergelijkingen die de beweging van vloeistoffen en gassen verklaren. De vergelijkingen zijn wiskundige beschrijvingen van de aanname dat de impuls binnen de stof alleen kan veranderen (versnelling) als gevolg van externe druk op de stof of interne viskeuze krachten (vergelijkbaar met wrijving) in de stof werken. Een Navier-Stokes vergelijking geeft het krachtenevenwicht op elk willekeurig punt in de stof.
De Navier-Stokesvergelijkingen zijn differentiaalvergelijkingen die de beweging van een stof beschrijven. Ze geven de relaties tussen de snelheid van verandering in de variabelen die bestudeerd worden. Zo laten Navier-Stokesvergelijkingen voor een ideaal fluïdum met een viscositeit van nul zien dat de versnelling (de snelheid van verandering in snelheid) recht evenredig is met de afgeleide van de interne druk.
Daardoor kunnen oplossingen van Navier-Stokesvergelijkingen voor een bepaald probleem worden gevonden door middel van wiskundige analyse. In de praktijk kunnen alleen simpele gevallen opgelost worden op deze manier, zoals gevallen waarbij sprake is van laminaire stroming (stroming waarbij de snelheid constant is en het getal van Reynolds klein).
Voor complexere situaties, zoals luchtstromingen bij El Niño of lift bij een vliegtuigvleugel, kunnen oplossingen van Navier-Stokesvergelijkingen alleen met behulp van een computer gevonden worden. De tak van wetenschap die zich hiermee bezighoudt heet numerieke vloeistofmechanica.

### Algemene vorm van de vergelijkingen
Als uitgegaan wordt van behoud van impuls is de algemene vorm van de Navier-Stokesvergelijking:
{\displaystyle \rho {\frac {D\mathbf {v} }{Dt}}=\nabla \cdot \mathbb {P} +\rho \mathbf {F} }
waarin:
- {\displaystyle \rho } de dichtheid van de stof is;

{\displaystyle {\frac {D}{Dt}}} is de materiële afgeleide (ook wel de lagrangeafgeleide);
- {\displaystyle \mathbf {v} } is de snelheid (een vectorgrootheid);
- {\displaystyle F} is de kracht op een lichaam in de stof (ook een vectorgrootheid); en
- {\displaystyle \mathbb {P} } is een weergave van de mechanische spanningen die op een deeltje werken, de zogenaamde meebewegende spanningstensor (een tensorgrootheid).

Tenzij de vorticiteit van de beweging in de stof per plek verschillend is, is {\displaystyle \mathbb {P} } een symmetrische tensor, en heeft in drie dimensies de volgende vorm:
{\displaystyle \mathbb {P} ={\begin{pmatrix}\sigma _{xx}&\tau _{xy}&\tau _{xz}\\\tau _{yx}&\sigma _{yy}&\tau _{yz}\\\tau _{zx}&\tau _{zy}&\sigma _{zz}\end{pmatrix}}}
waarin:
- {\displaystyle \sigma } de normaalspanningen zijn; en
- {\displaystyle \tau } de schuifspanningen.

De tensor geeft een set van drie vergelijkingen, voor elke dimensie een. Op zichzelf kan hiermee geen oplossing gevonden worden, maar als behoud van massa en de randvoorwaardes van het model worden toegevoegd, volgt een oplosbare set vergelijkingen.

## Newtoniaanse en niet-Newtoniaanse vloeistoffen
Een Newtoniaanse vloeistof is een fluïdum waarvoor geldt dat de schuifspanning recht evenredig is met de snelheidsgradiënt in de richting loodrecht op het vlak waarlangs schuif plaatsvindt. Een andere definitie is dat de vloeiweerstand bij een klein voorwerp dat door de stof beweegt, evenredig is met de kracht die op het voorwerp wordt uitgeoefend (vergelijkbaar met wrijving).
Bij een niet-Newtoniaanse vloeistof kan roeren zorgen voor een gat dat langzaam weer opvult. Zulk gedrag is bijvoorbeeld te zien in materialen als pudding of jam. Als een niet-Newtoniaanse vloeistof wordt geroerd, kan in sommige gevallen de viscositeit afnemen, waardoor de stof "dunner" lijkt (bijvoorbeeld sommige soorten verf). Doordat een niet-Newtoniaanse vloeistof gedefinieerd is als iets dat zich niet op een bepaalde manier gedraagt, zijn er veel soorten niet-Newtoniaanse vloeistoffen. In wezen is de newtoniaanse vloeistof een idealisering, die nooit op alle tijds- en lengteschalen geldig is.

### Rekenen met een Newtoniaanse vloeistof
De viscositeit is voor elke stof een constante die de relatie tussen schuifspanning en de snelheidsgradiënt beschrijft. Het gedrag van een Newtoniaanse vloeistof kan beschreven worden met:
{\displaystyle \tau =\mu {\frac {dv}{dx}}}
waarbij:
{\displaystyle \tau } de schuifspanning in de stof is (veroorzaakt door de "vloeiweerstand" tegen schuif);
{\displaystyle \mu } de viscositeit van de stof is - een constante;
{\displaystyle {\frac {dv}{dx}}} de gradiënt van de stroomsnelheid loodrecht op de schuifrichting is.
Bij een Newtoniaanse vloeistof hangt de viscositeit per definitie alleen af van temperatuur en druk, niet van de krachten die op de stof werken. Als de stof niet samengedrukt kan worden en de viscositeit door de stof heen gelijk blijft, kan de schuifspanning in een Cartesisch coördinatenstelsel worden beschreven als:
{\displaystyle \tau _{ij}=\mu \left({\frac {\partial v_{i}}{\partial x_{j}}}+{\frac {\partial v_{j}}{\partial x_{i}}}\right)}
waarbij:
{\displaystyle \tau _{ij}} de schuifspanning is op het {\displaystyle i^{de}} vlak van een deeltje, werkend in de {\displaystyle j^{de}} richting;
{\displaystyle v_{i}} de snelheid in de {\displaystyle i^{de}} richting is;
{\displaystyle x_{j}} is de coördinaat in de {\displaystyle j^{de}} richting
Als een stof niet aan deze relatie voldoet, is het per definitie een niet-Newtoniaanse vloeistof.

## Geschiedenis van de vloeistofdynamica
Blaise Pascal droeg bij tot een eerste theorie in dit domein in de 17e eeuw. De term hydrodynamica werd voor het eerst gebruikt door Daniel Bernoulli als titel van zijn werk Hydrodynamica (1738). Bernoulli en Leonhard Euler ontwikkelden de algemene vergelijkingen van de hydrodynamica.
Het werk werd voortgezet door Joseph-Louis Lagrange (1736-1813) met het Euler-Lagrange systeem en Jean Le Rond d'Alembert (1717-1783) ontdekte de Cauchy-Riemann-vergelijkingen.
Pierre Simon Laplace (1749-1827) kwam met de naar hem genoemde vergelijking over de potentiaalstroming. Hermann Ludwig Ferdinand von Helmholtz (1821-1894) bestudeerde maalstromen, en vond samen met Lord Kelvin (1824-1907) de Kelvin-Helmholtz-instabiliteit.